# 盧美雲
盧美雲，香港資深編劇，1980年代末加入亞洲電視任職編劇並於1994年首次加入無綫電視，並於2008年升任為編審，首部編審的劇集是與蔡淑賢、陳金鈴合作的《野蠻奶奶大戰戈師奶》

## 編審／編劇列表

### 電視劇（亞洲電視）
- 1989年：《皇家檔案》
- 1989年：《野櫻花》
- 1990年：《還看今朝》
- 1990年：《我係Tuna Fi》
- 1991年：《暴雨燃燒》
- 1993年：《劍神不敗》
- 2002年：《有求必應》
- 2002年：《搶槓夫妻》
- 2003年：《萬家燈火》
- 2004年：《子是故人來》

### 電視劇（無綫電視）
- 1995-1999年：《真情》
- 1997年：《隱形怪傑》
- 1998年：《天地豪情》《離島特警》
- 2002年：《情牽百子櫃》
- 2004年：《天涯俠醫》
- 2005年：《人間蒸發》
- 2006年：《女人唔易做》
- 2007年：《奸人堅》
- 2008年：《野蠻奶奶大戰戈師奶》（蔡淑賢、陳金鈴合編）、《尖子攻略》（劉彩雲、李綺華合編）、《和味濃情》（陳金鈴合編）、《疑情別戀》（劉彩雲、梁恩東合編）
- 2009年：《凶城計中計》、《桌球天王》（孫浩浩合編）、《蔡鍔與小鳳仙》（劉彩雲、羅宗耀、蔡淑賢合編）、《富貴門》（劉彩雲、蔡淑賢合編）
- 2010年：《女王辦公室》
- 2011年：《魚躍在花見》（歐冠英合編）
- 2013年：《衝上雲霄II》（歐冠英合編）、《My盛Lady》（梁恩東合編）
- 2014年：《八卦神探》
- 2015年：《愛·回家 (第二輯)》（蕭朗、徐達初、湯健萍合編）、《衝線》（林忠邦合編）
- 2016年：《超能老豆》
- 2017年：《親親我好媽》
- 2021年：《大步走》（湯健萍合編）
- 2022年：《童時愛上你》編審+編劇（湯健萍合編）、《超能使者》（梁恩東合編）
- 2024年：《本尊就位》
- 未播映：《奪命提示》

### 電視劇（壹電視）
- 2011年：《幸福蒲公英》